# Pietro Torri
Pietro Torri (ur. około 1650 w Peschierze, zm. 6 lipca 1737 w Monachium) – włoski kompozytor.

## Życiorys
Około 1684 roku był organistą na dworze margrabiowskim w Bayreuth. W latach 1684–1689 przebywał we Włoszech. Od 1689 roku pozostawał w służbie elektora bawarskiego Maksymiliana II w Monachium, początkowo na stanowisku organisty. W 1692 roku przeniósł się wraz z dworem do Brukseli, gdzie został kapelmistrzem. W 1696 roku wystąpił gościnnie podczas karnawału w Hanowerze. W 1701 roku wrócił wraz z dworem elektorskim do Monachium, gdzie został mianowany dyrektorem muzyki kameralnej. W 1704 roku ponownie przeniósł się z dworem do Brukseli, a w 1706 roku do Mons i Namur. W 1715 roku po raz kolejny podążył za dworem do Monachium, gdzie początkowo pozostawał na stanowisku dyrektora kapeli dworskiej, a w 1732 roku został nadwornym kapelmistrzem.

## Twórczość
Skomponował ponad 20 oper, w tym m.in. Lucio Vero (wyst. 1720) i Griselda (wyst. 1723), napisał też oratorium La vanità del mondo (wyst. 1706), ponadto był autorem wokalnych i instrumentalnych utworów kameralnych. W swojej twórczości łączył elementy stylu włoskiego i francuskiego, początkowo nawiązywał do twórczości Alessandro Scarlattiego, później do oper Jeana-Baptiste’a Lully’ego. Kompozycje instrumentalne Torriego utrzymane są w stylu szkoły weneckiej, jego duety kameralne cechują się zróżnicowaną budową, od prostych dwuczęściowych utworów z towarzyszeniem basso continuo po kompozycje wieloczęściowe zbliżone do kantaty kameralnej.